# 다니엘 비달
다니엘 비달(프랑스어: Danièle Vidal, 1952년 6월 27일 ~ )은 프랑스의 가수이다. 1952년 모로코에서 태어났다.

## 음악
- "Aime ceux qui t'aiment" / "Tenshi no Rakugaki" (일본어: 天使のらくがき)
- "Les Champs-Elysées"
- "Ciao bella ciao"
- "Pinocchio"
- "Catherine" (일본어: カトリーヌ)